# Alliierte Rheinlandbesetzung

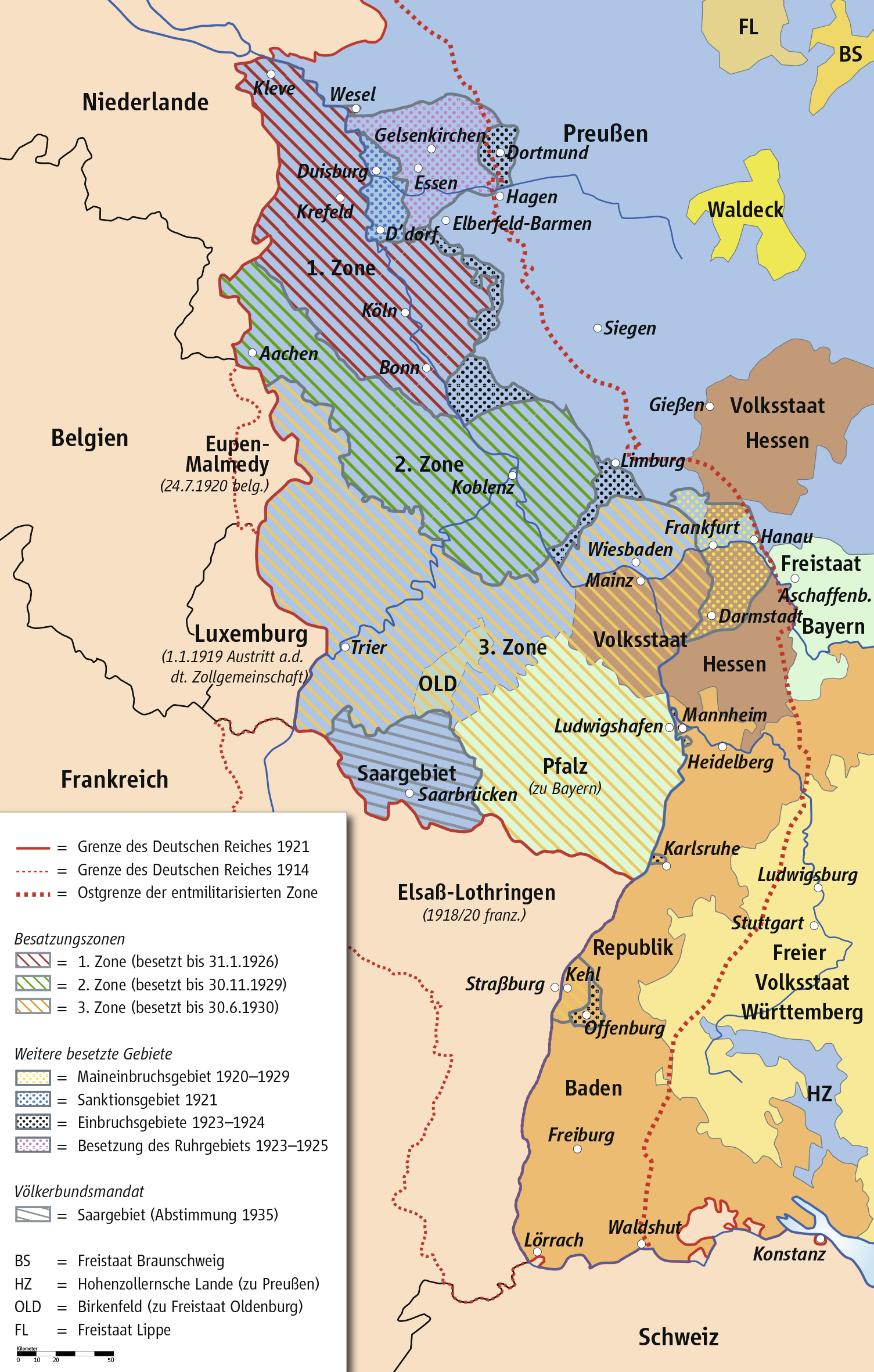
Alliierte Rheinlandbesetzung nach dem Ersten Weltkrieg

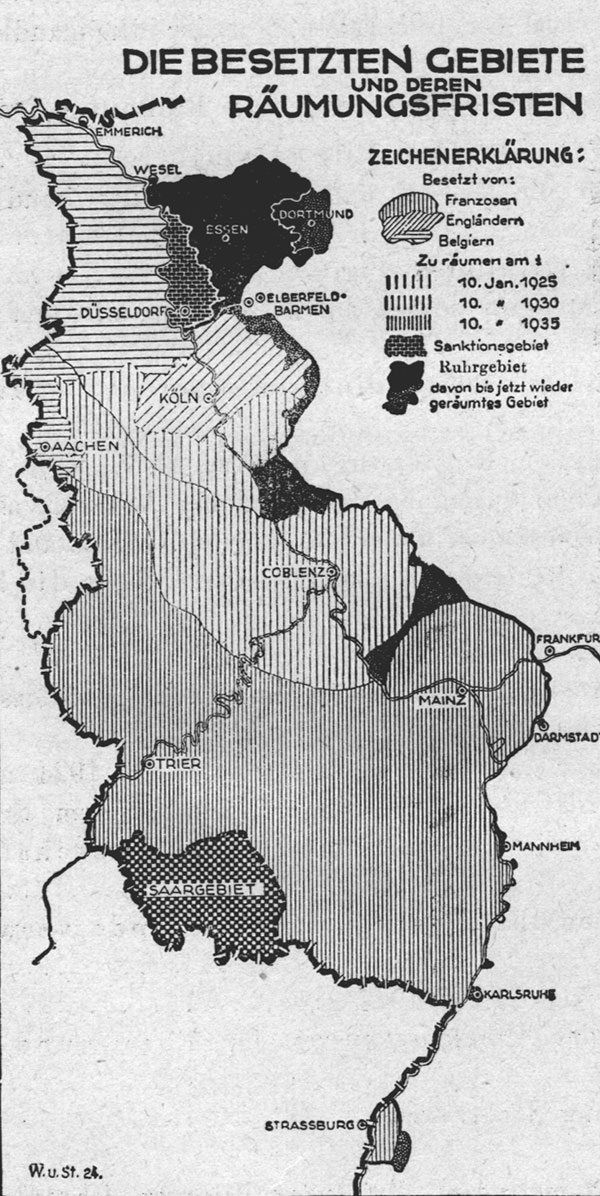
Verwaltung bzw. Besatzung der westdeutschen Gebiete während des sog. „Einbruchs“ Ende 1923

Die alliierte Rheinlandbesetzung war eine Folge des Ersten Weltkriegs, in dem das Deutsche Reich gegen die alliierten und assoziierten Mächte eine militärische Niederlage erlitten hatte. Im Waffenstillstand von Compiègne vom 11. November 1918 musste die provisorische Reichsregierung einwilligen, alle deutschen Truppen von der Westfront hinter den Rhein zurückzuziehen. Stattdessen besetzten Truppen der Siegermächte Frankreich, Belgien, Großbritannien und USA die linksrheinischen Gebiete sowie drei rechtsrheinische „Brückenköpfe“ mit je 30 Kilometer Radius um Köln, Koblenz und Mainz. Anfang 1919 folgte ein weiterer Brückenkopf mit 10 Kilometer Radius um Kehl. Ferner wurden die linksrheinischen Gebiete sowie alle rechtsrheinischen Gebiete mit 50 km Abstand zum Rhein zu einer entmilitarisierten Zone für jegliche deutsche Streitkräfte. Der Versailler Vertrag von 1919 wiederholte diese Bestimmungen, befristete die Anwesenheit der fremden Truppen aber auf 15 Jahre bis 1935. Die Verwaltung der alliierten Besatzungszonen unterstand ab 1920 der Interalliierten Rheinlandkommission mit Sitz in Koblenz. Die Besetzung sollte Frankreich Sicherheit vor einem erneuten deutschen Angriff verschaffen. Sie war auch ein Druckmittel dafür, dass Deutschland seinen Reparationsverpflichtungen nachkam. Nachdem diese mit dem Young-Plan scheinbar erreicht worden war, wurde die Rheinlandbesetzung zum 30. Juni 1930 vorzeitig beendet.

## Hintergrund
Bei den einseitigen Friedensverhandlungen, die im Januar 1919 in Versailles ohne deutsche Vertreter begannen, strebte der französische Ministerpräsident Georges Clemenceau für sein Land eine Rheingrenze an: Alle linksrheinischen Gebiete sollten aus dem Staatsverband des Deutschen Reiches herausgelöst werden und einen oder mehrere souveräne Staaten bilden, die sich an Frankreich als ihren Verbündeten anzuschließen hatten. Nur so könne man Sicherheit vor Deutschland gewinnen, das in nur 100 Jahren viermal in das Territorium seines westlichen Nachbarn einmarschiert sei:
- in den Befreiungskriegen 1814,
- während Napoleons Herrschaft der Hundert Tage 1815,
- im Deutsch-Französischen Krieg 1870/71 und
- zu Beginn des Weltkriegs 1914.[3]

Die Idee, ein solches Sicherheitsglacis zu schaffen, stammte von Generalstabschef Ferdinand Foch. Clemenceau konnte diese Idee bei seinen Verbündeten nicht durchsetzen. US-Präsident Woodrow Wilson trat für das von ihm selbst propagierte Selbstbestimmungsrecht der Völker ein, das man auch den Deutschen nicht verwehren dürfe; der britische Premierminister David Lloyd George schätzte die Gefahr, die von einem künftigen Deutschland ausgehen würde, deutlich geringer ein und warnte davor, es allzu sehr zu schwächen:
- zum einen benötige man ein starkes Deutsches Reich gegen die neue Bedrohung des bolschewistischen Russland,
- zum anderen sei ein territorial deutlich verkleinertes Deutschland wohl nicht in der Lage, die Reparationen zu bezahlen, die die Siegermächte ihm auferlegen wollten. Als Kompromiss einigten sich die „Großen Drei“ schließlich auf eine befristete Besetzung der linksrheinischen Gebiete einschließlich dreier Brückenköpfe um Köln, Koblenz und Mainz, die fünfzehn Jahre nach Inkrafttreten des Vertrags (10. Januar 1920) enden sollte.

Im Gegenzug willigten Amerikaner und Briten ein, einen Garantievertrag abzuschließen: Sollte das Deutsche Reich jemals wieder Frankreich angreifen, so würden die beiden angelsächsischen Mächte auf seiner Seite in den Krieg eintreten. Unter dieser Bedingung willigte Clemenceau ein, die Besetzung zu befristen: Nach fünf Jahren sollte die britische Besatzungszone um Köln geräumt werden und die amerikanische Besatzungszone um Koblenz nach zehn Jahren, nach fünfzehn Jahren schließlich die französische Zone um Mainz. Als Voraussetzung für die Räumungen wurde festgelegt, dass das Deutsche Reich den Friedensvertrag erfülle und seinen Zahlungsverpflichtungen pünktlich nachkomme. Dadurch veränderte sich die Funktion der Besetzung: Von einem Instrument zur Schwächung Deutschlands war sie zu einem Faustpfand für die zu erbringenden deutschen Reparationsverpflichtungen geworden.

## Zeit der Besetzung
Die Besatzungszeit begann faktisch Anfang Dezember 1918 mit dem schrittweisen Vormarsch der Truppen nach Osten. Sie erreichten beispielsweise am 2. Dezember Jülich und am 16. Dezember den Rhein bei Baerl, Beteiligt waren französische, britische, belgische und anfänglich auch US-amerikanische Truppen. Zwischen den Brückenköpfen Koblenz und Mainz lag ein schmaler Streifen unbesetzten Gebietes (der „Freistaat Flaschenhals“), ebenso zwischen Koblenz und Köln. Weil die USA den Versailler Vertrag nicht ratifiziert hatten, wurde ihre Besatzungszone bereits am 24. Januar 1923 von den französischen Besatzungstruppen übernommen. 1922 hatte US-General Henry Tureman Allen Marschall Foch das Zugeständnis zum Erhalt der Festung Ehrenbreitstein abgerungen. Infolge des Versailler Vertrages sollte sie eigentlich mitsamt den übrigen Werken der Festung Koblenz geschleift werden. Wegen ausufernder Schmuggelaktivitäten war schon der angrenzende „Freistaat Flaschenhals“ von Februar 1923 bis November 1924 französisch besetzt worden.

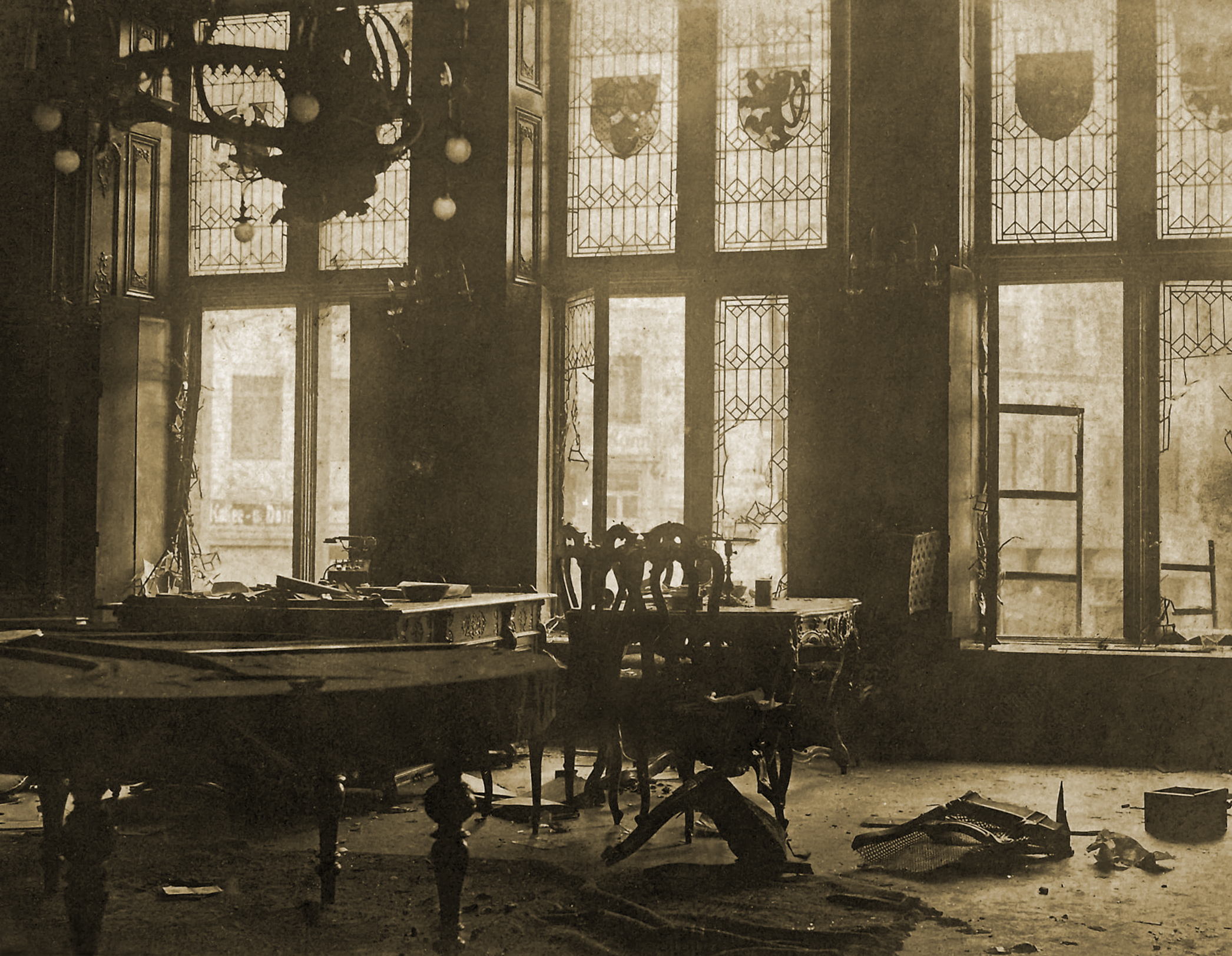
Verwüstungen im Aachener Rathaus nach der Erstürmung durch die Separatisten am 21. Oktober 1923

Da das Deutsche Reich keine Reparationszahlungen in befriedigender Höhe leistete, besetzten französische und belgische Truppen im Zuge der sogenannten Ruhrbesetzung ab dem 11. Januar 1923 zusätzlich noch das Ruhrgebiet, am 12. Februar die Häfen Wesel und Emmerich sowie ab dem 25. Februar rechtsrheinische Gebiete zwischen und um die Brückenköpfe von Köln, Koblenz und Mainz (Einbruchsgebiet). Während dieser Zeit unterstützte die französische Besatzungsmacht separatistische Bestrebungen zur Errichtung einer eigenständigen Rheinischen Republik innerhalb des Deutschen Reichs. Dies stieß nicht nur bei den alliierten Verbündeten auf erheblichen Widerstand. Im Herbst 1923, dem Höhepunkt der Deutschen Inflation, versuchten diese Separatisten die Etablierung einer Rheinischen Republik in Aachen und einer Pfälzischen Republik im Süden des besetzten Gebietes. Die Pfalz gehörte zu dieser Zeit zu Bayern. Die Besetzung des Einbruchsgebietes wurde nach der Londoner Konferenz vom August 1924 schrittweise aufgehoben, in den rechtsrheinischen Räumen bereits zum 17. November 1924 und im Ruhrgebiet zum 16. August 1925.

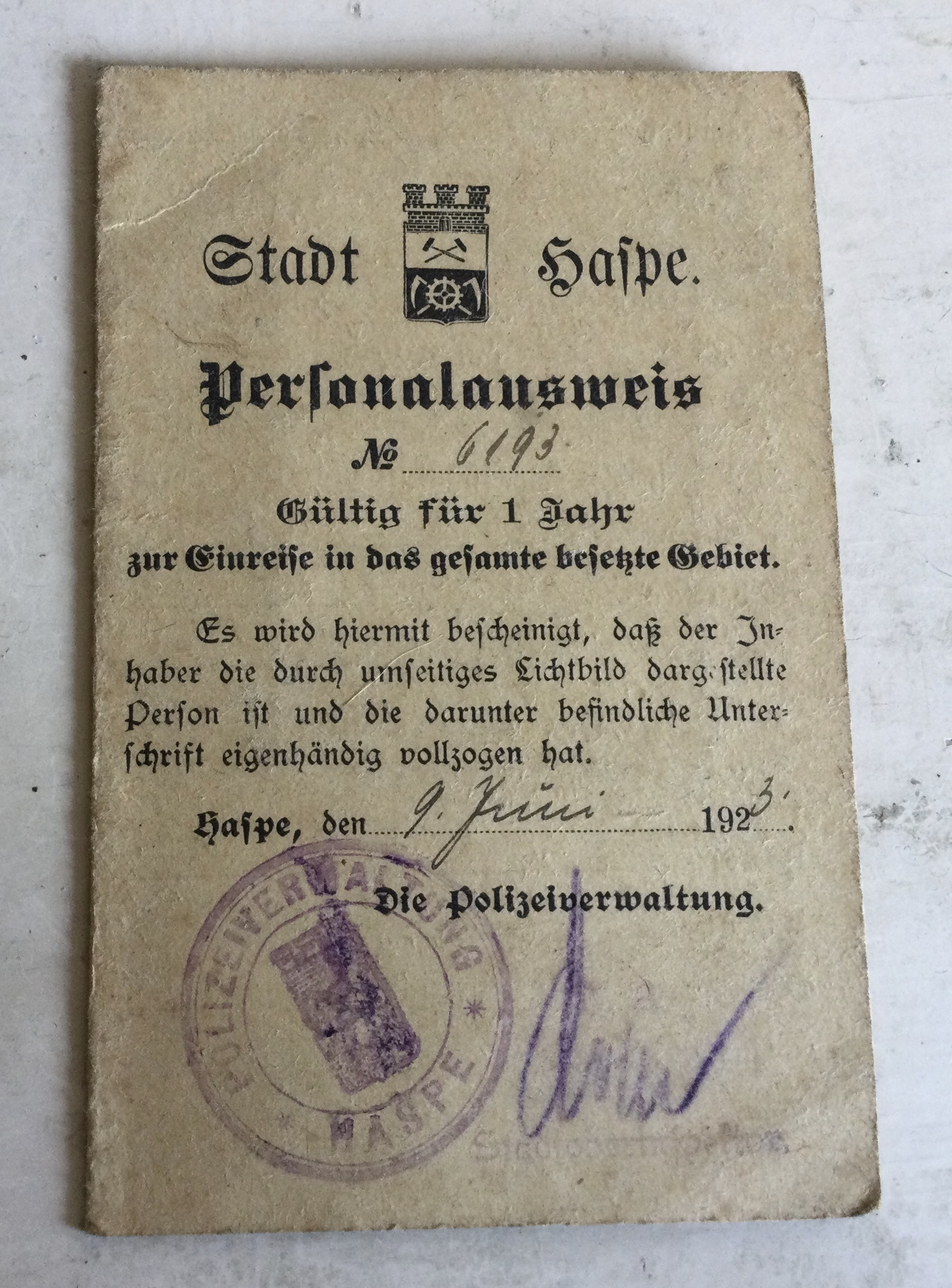
Der Pass erlaubte es dem Inhaber, in das besetzte Gebiet einzureisen.

Der Chemiekonzern Hoechst in Frankfurt-Höchst (Frankfurt-Nied lag schon außerhalb der Besatzungsgrenze) stand von 1918 bis 1930 unter französischer Zwangsverwaltung und musste Teile seiner Produktion als Sachleistungen auf Reparationskonto abführen. Die Badische Anilin- und Sodafabrik (BASF) in Ludwigshafen am Rhein war gleichfalls von 1918 bis 1930 französisch verwaltet, doch konnten noch rechtzeitig wichtige Verfahren in die unbesetzte Provinz Sachsen zum Tochterunternehmen Ammoniakwerk Merseburg (Leunawerke) ausgelagert werden. Die Mitarbeiter bemühten sich in dieser Zeit, Betriebsunterlagen dem Zugriff der Franzosen zu entziehen.
Wirtschaftliche Probleme im Zusammenhang mit den französischen Besatzungstruppen im Raum Wiesbaden führten zu einer Übergabe dieser Zone an die britische Rheinarmee am 30. Dezember 1925.

## „Schwarze Schmach“

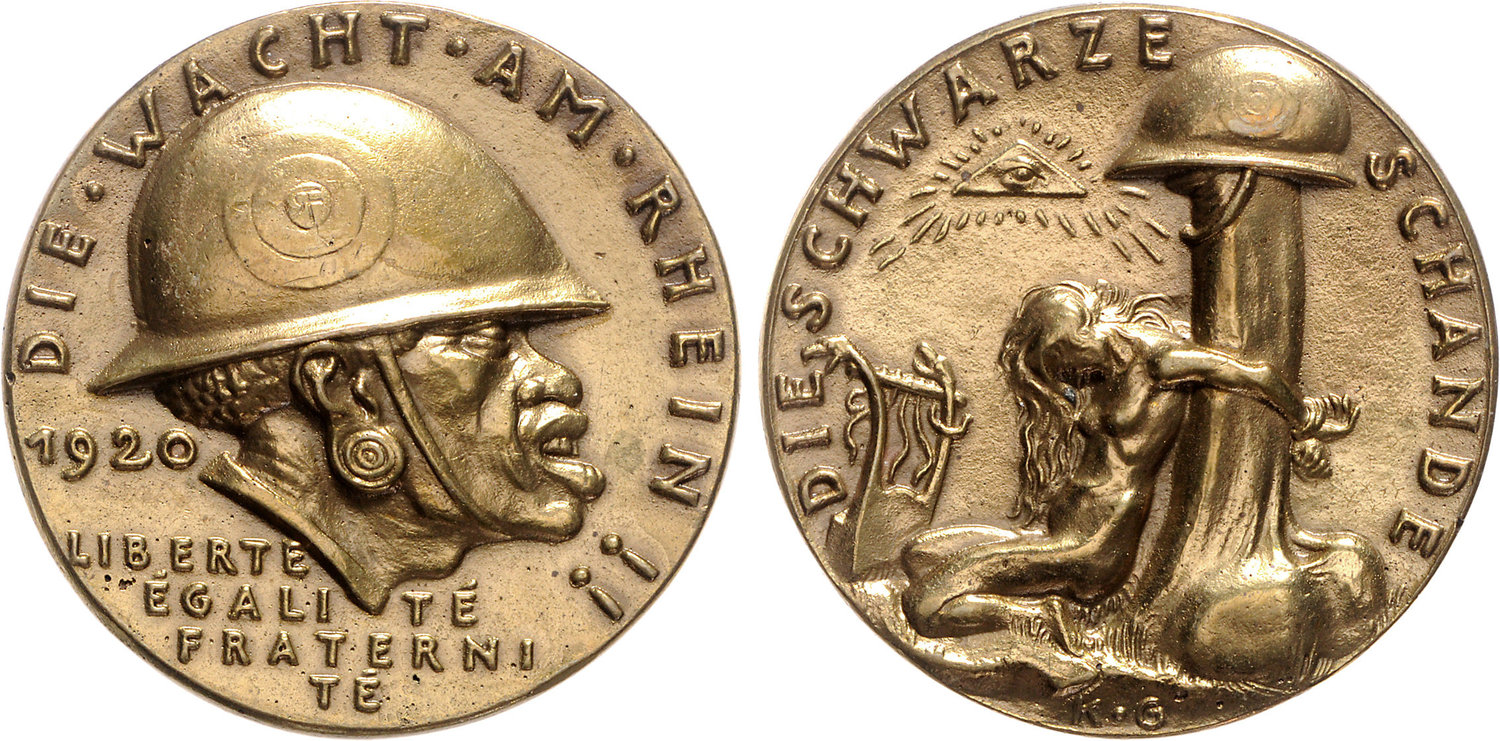
Medaille Die schwarze Schande (1920) von Karl Goetz

Einige der Besatzungstruppen stammten aus den Besitzungen und Kolonien Frankreichs in Afrika, wie die Turkos und die Tirailleurs sénégalais. Von deutscher Seite war bereits während des Ersten Weltkrieges der Einsatz schwarzafrikanischer Soldaten in Europa durch Frankreich als Affront und „Verrat an der weißen Rasse“ angeprangert worden. Der zeitgenössische Rassismus nahm „Schwarzafrikaner“ kaum als Menschen wahr. Unter dem Schlagwort der „Schwarzen Schmach“ rief deshalb deren Präsenz in den Besatzungstruppen in der deutschen Öffentlichkeit eine besondere Empörung hervor. Es wurden zahlreiche Plakate, Karikaturen, Reden, Kolportage-Romane und Parlamentseingaben produziert, die ausmalten, wie schwarzafrikanische Soldaten, denen ein gesteigerter Sexualtrieb unterstellt wurde, deutsche Frauen vergewaltigten. Diese Kampagne, die in der Drastik der Darstellung der imaginierten sexuellen Gewalt mitunter pornographische Züge trug, lief vom Beginn der Besatzung 1919 bis zu ihrem Ende 1930, der Höhepunkt lag in den Jahren 1920/21: Die Satirezeitschrift Kladderadatsch veröffentlichte am 30. Mai 1920 zur Wahl des ersten Reichstags auf ihrer Titelseite eine Zeichnung, die einen braunschwarzen Gorilla mit französischer Uniformmütze zeigte, der eine weiße, statuenartige Frau fortschleppt. Die Bildunterschrift lautete: „Der schwarze Terror in deutschen Landen“. Ein weiteres Beispiel ist eine Medaillenprägung von Karl Goetz, die unter dem Titel „Die schwarze Schande“ auf der einen Seite den karikierten Kopf eines afrikanischen Soldaten, auf der anderen Seite eine an einen baumgroßen, helmgekrönten Phallus gefesselte nackte Loreley zeigt, deren Harfensaiten zerrissen sind. Adolf Hitler beschrieb 1925 im zweiten Band seiner Programmschrift Mein Kampf die französische Stationierung von „Negern“ im Rheinland als eine gezielte Strategie von „Juden“, um durch die „dadurch zwangsläufig eintretende Bastardierung die ihnen verhaßte weiße Rasse zu zerstören, von ihrer kulturellen und politischen Höhe zu stürzen und selber zu ihren Herren aufzusteigen“. Bekannt ist auch Erwin Reuschs Wahlplakat für die DNVP zur Reichstagswahl 1928, das einen wulstlippigen Afrikaner in französischer Uniform zeigte, der drohend über eine Rheinlandschaft starrt. Die Parole „Locarno? Wählt deutschnational!“ sollte Wähler gegen die Verständigungspolitik von Außenminister Gustav Stresemann mobilisieren.
Von den Behörden wurden damals insgesamt 385 schwarze Besatzungskinder erfasst. Die Gesamtzahl wurde in der neueren Forschung auf 500 bis 800 geschätzt. Sie wurden als „Rheinlandbastarde“ oder „schwarze Schmach“ diskriminiert, und ab 1937 wurden viele von ihnen „unter strengster Geheimhaltung“ illegal zwangssterilisiert. Die genaue Zahl der Opfer ist nicht bekannt. Der Historiker Reiner Pommerin nahm an, dass alle der 385 erfassten Kinder zwangssterilisiert wurden.

## Räumung

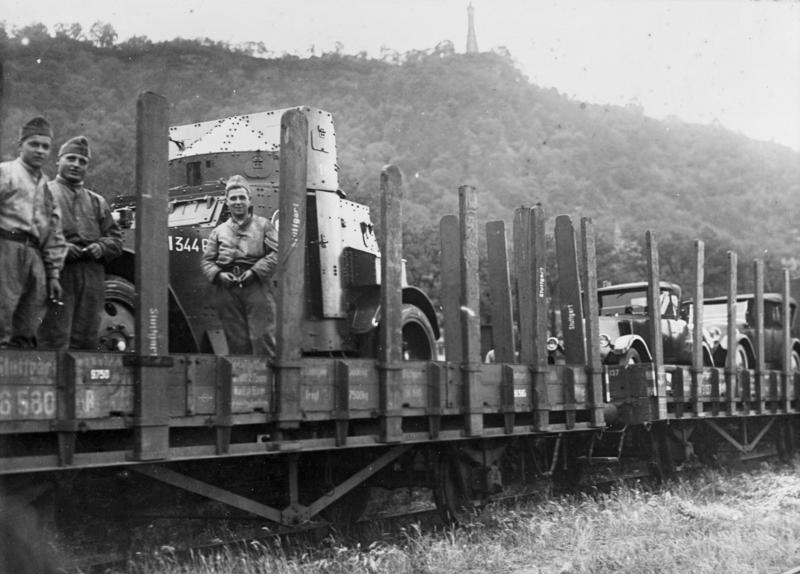
Französische Truppen verlassen Trier-West im Juni 1930.

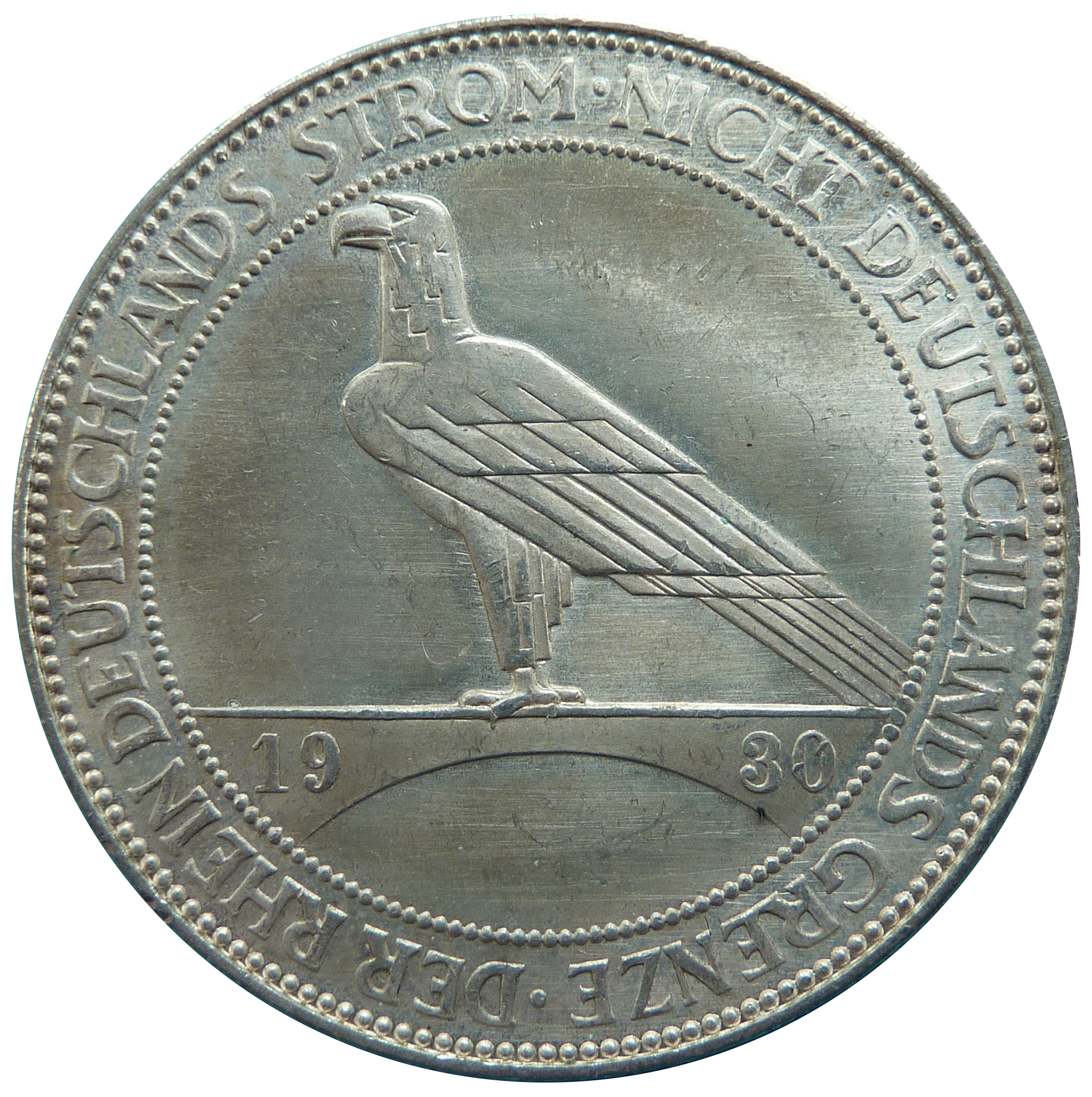
5-Reichsmark-Gedenkmünze anlässlich der Rheinlandräumung 1930 mit einem (auch revisionistisch deutbaren) Zitat von Ernst Moritz Arndt: „Der Rhein, Deutschlands Strom, nicht Deutschlands Grenze“

Die fünfjährige Besatzungszone im Umkreis von Köln war bereits infolge der Verträge von Locarno mit einjähriger Verspätung im Januar 1926 geräumt worden. Nachdem das Deutsche Reich in den Young-Plan eingewilligt hatte, der deutsche Reparationszahlungen bis 1988 vorsah, glaubten Briten und Belgier auf das Pfand der Rheinlandbesetzung gänzlich verzichten zu können. In den beiden Haager Konferenzen willigten sie im August 1929 und Januar 1930 ein, ihre Truppen vorzeitig aus dem Rheinland abzuziehen. Die zehnjährige Besatzungszone (inkl. Koblenz) wurde im November 1929 geräumt – am 30. Juni 1930 zogen mit der Räumung der fünfzehnjährigen „Mainzer Zone“ alle Besatzungstruppen (fünf Jahre früher als im Friedensvertrag von Versailles vorgesehen) aus dem Rheinland ab. Anschließend kam es zu blutigen Abrechnungen mit Separatisten, die mit den Franzosen kooperiert hatten.
In Frankreich dagegen war die Räumung überaus umstritten, weil sie die Sicherheit vor einem erneuten deutschen Angriff zu schmälern schien. Premierminister Aristide Briand, der Frankreichs Sicherheit eher durch Verträge und eine Annäherung an Deutschland garantieren wollte, verlor im Oktober 1929 die Vertrauensabstimmung in der Abgeordnetenkammer, wenige Wochen nachdem er auf der Ersten Haager Konferenz in die vorzeitige Räumung eingewilligt hatte. Sein Nachfolger André Tardieu setzte stärker auf militärische Sicherheit und ließ Ende Dezember 1929 in der Abgeordnetenkammer die erste Rate für die Maginot-Linie beschließen, ein langgezogenes System von Bunkern entlang der Ostgrenze Frankreichs. Dies begründete er explizit mit der vorgezogenen Räumung des Rheinlands.
Reichspräsident Paul von Hindenburg besuchte im Jahr 1930 nach Abzug der alliierten Truppen anlässlich der Befreiungsfeiern viele Städte im Rheinland und löste eine Welle nationaler Begeisterung aus. Die nationale Befreiungsfeier fand am 22. Juli 1930 in Koblenz statt. Der Tag endete mit dem Kentern einer Behelfsbrücke (38 Tote). Hindenburg brach seine Reise durch das Rheinland daraufhin ab. Des eigentlichen Befreiers des Rheinlands, des am 3. Oktober 1929 verstorbenen Reichsaußenministers Gustav Stresemann (1878–1929), dessen geduldige und kompromissbereite Verständigungspolitik den Abzug der belgischen und französischen Soldaten erreicht hatte, wurde dabei nur am Rande gedacht. Auch ein Dank der Reichsregierung für die pünktlich erfolgte Räumung blieb aus. Stattdessen ließ sie ein Drei- und ein Fünf-Mark-Stück prägen mit dem Arndt-Zitat „Der Rhein – Deutschlands Strom, nicht Deutschlands Grenze“. Dies konnte als revisionistische Forderung nach einer Änderung der Staatsgrenzen verstanden werden und löste in Frankreich erhebliche Irritationen aus. Die Rheinlandfeiern werden in der historischen Forschung als deutliche Entfremdung zwischen beiden Ländern bzw. als „Ende der Locarno-Ära“ gedeutet.
Diese Begeisterung führte im weiteren Verlauf des Jahres 1930 dazu, dass vielfach Sport- und Erinnerungsplaketten, Andenkenteller, Sportpokale u. ä. mit dem Zusatz „Befreiungsjahr 1930“ versehen wurden.
Dem Versailler Vertrag entsprechend – und auch gemäß den Verträgen von Locarno, in denen das Deutsche Reich 1925 der Entmilitarisierung seines Staatsgebiets westlich einer 50 km östlich des Rheins gezogenen Linie freiwillig zugestimmt hatte – blieb dieses Gebiet in den Folgejahren entmilitarisierte Zone, bis Hitler es unter Bruch dieser Verträge am 7. März 1936 durch die Wehrmacht besetzen ließ.

## Galerie

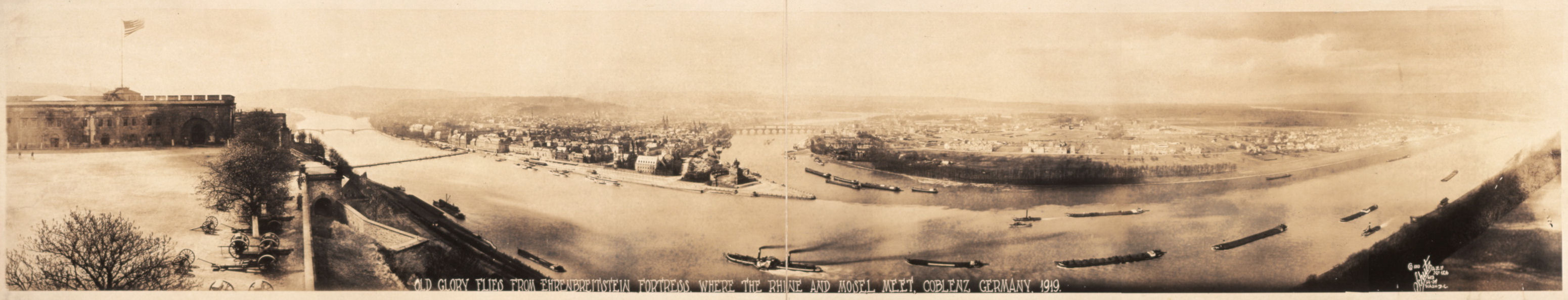
Blick von der Festung Ehrenbreitstein auf Koblenz 1919, über der Festung weht die Flagge der USA
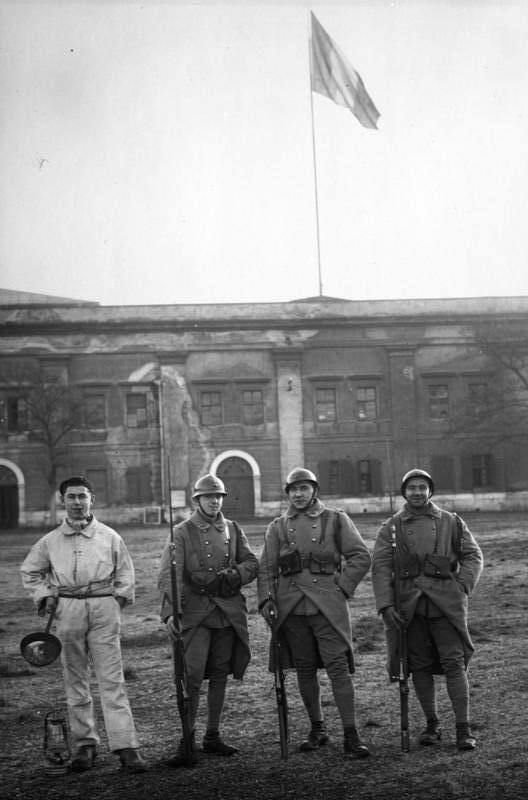
Französische Fahnenwache 1929 auf der Festung Ehrenbreitstein in Koblenz
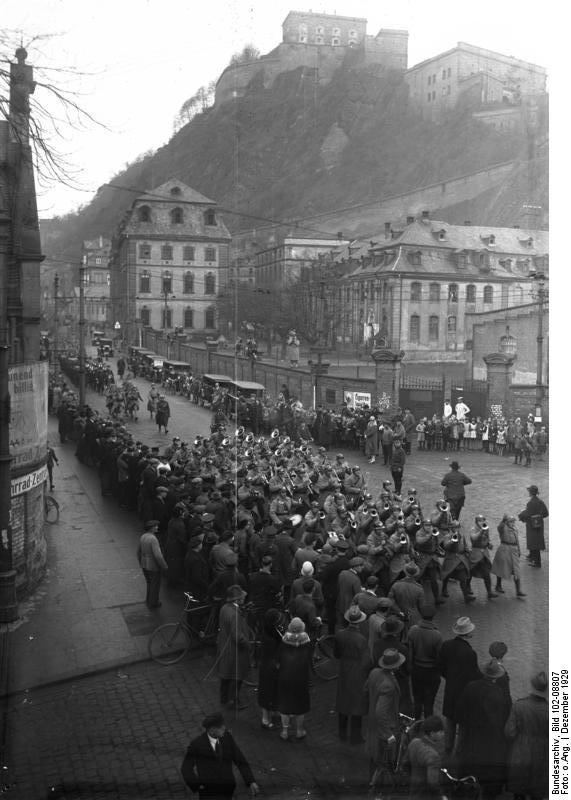
Abzug französischer Truppen aus Koblenz 1929
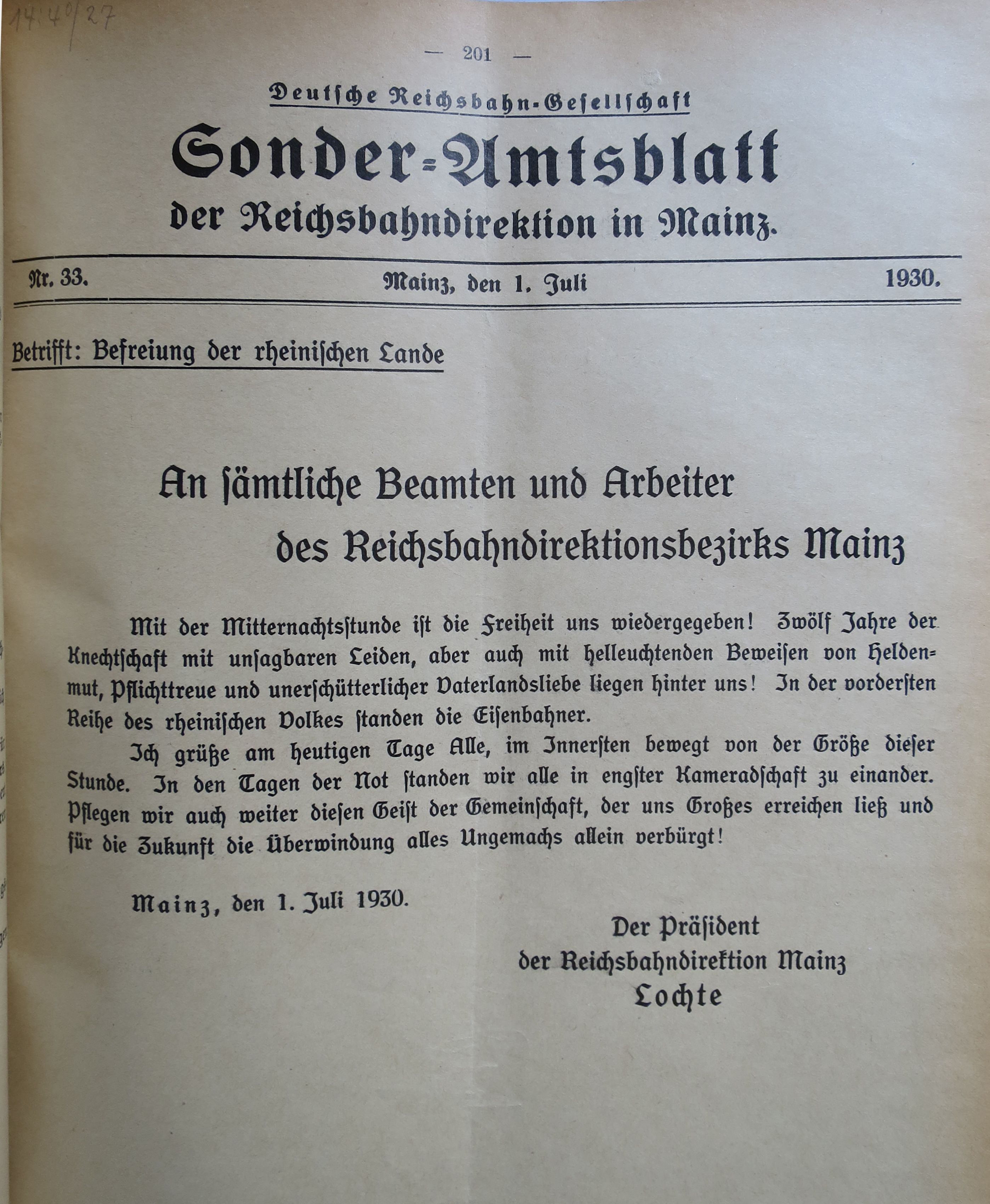
Sonder-Amtsblatt der Reichsbahndirektion Mainz zum Ende der Rheinlandbesetzung 1930
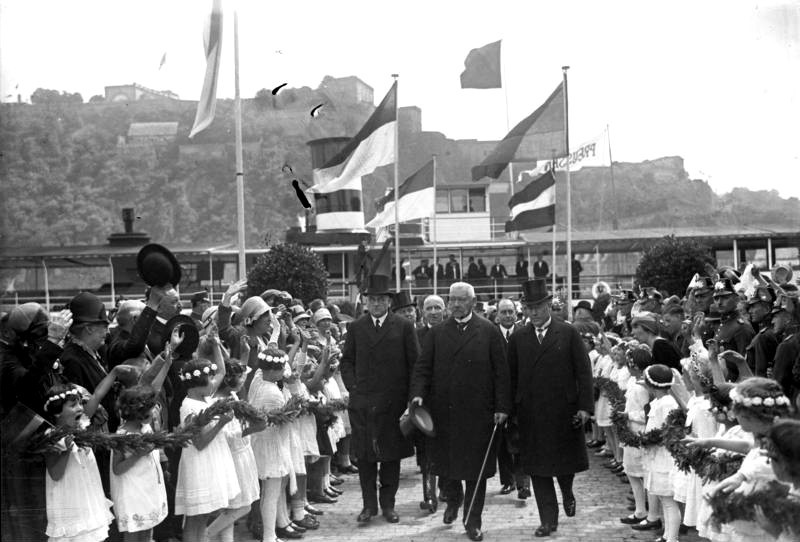
Reichspräsident Hindenburg mit Oberbürgermeister Karl Russell (links) und dem preußischen Ministerpräsidenten Otto Braun (rechts) bei der Befreiungsfeier 1930 am Deutschen Eck in Koblenz
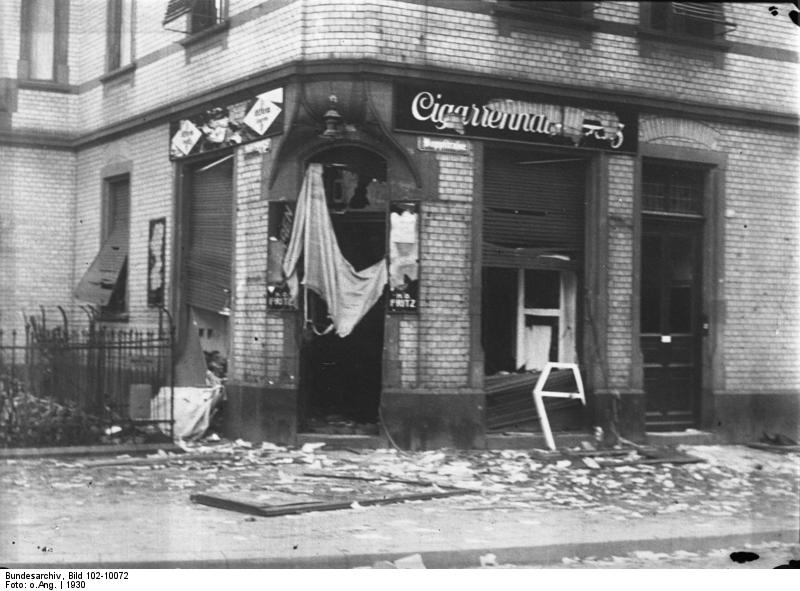
Nach Abzug der Besatzungstruppen kam es zu Sachbeschädigungen und Körperverletzungen gegen echte und vermeintliche Separatisten, hier ein verwüstetes Geschäft in Mainz.
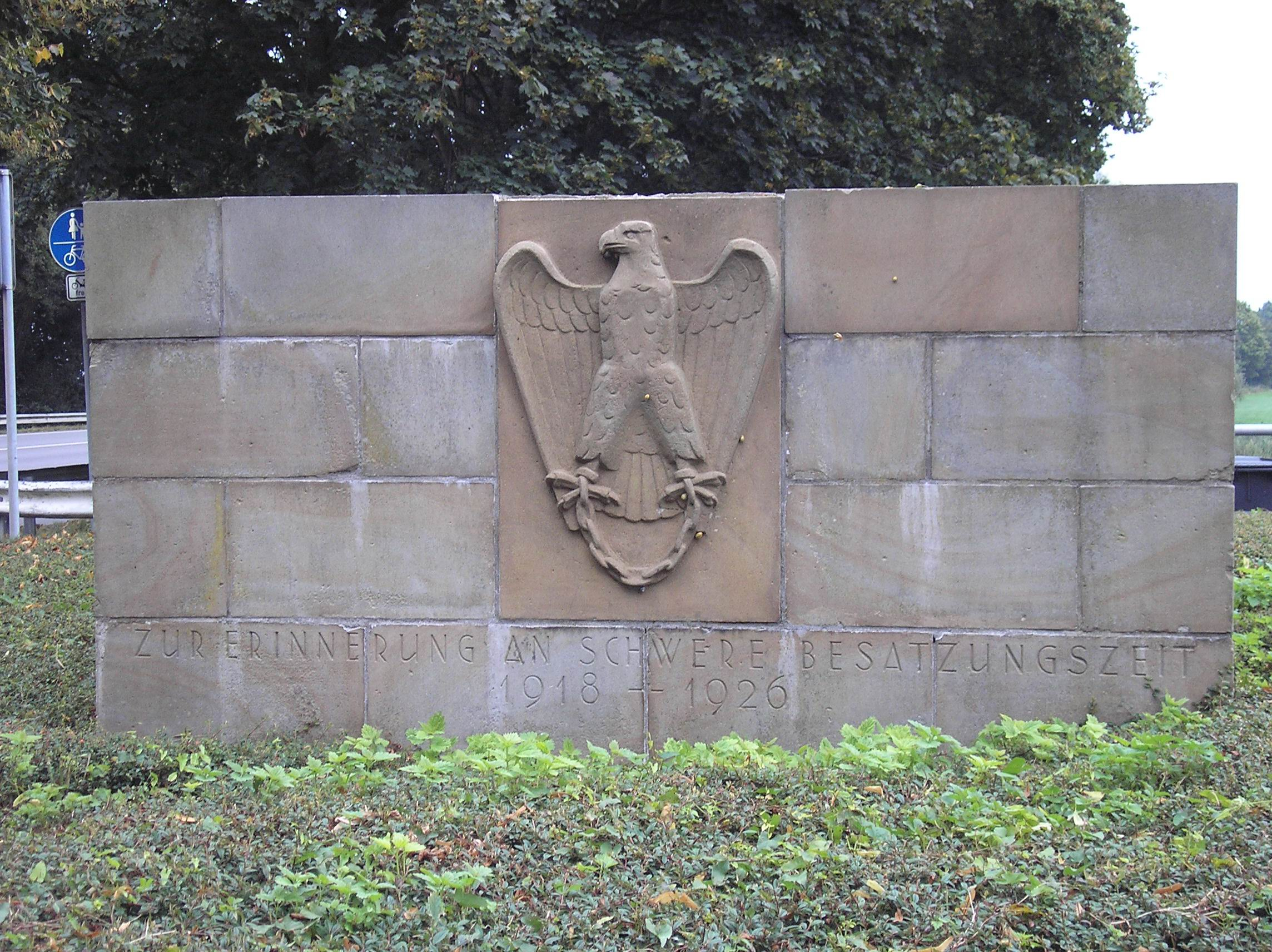
Reichsadler in Ketten – Denkmal der belgischen Rheinlandbesetzung 1918–1926 in Kleve-Schmithausen
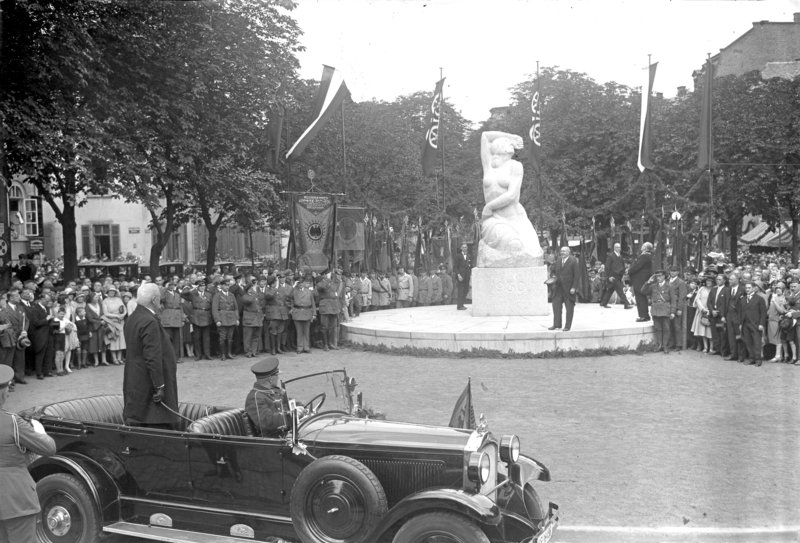
Enthüllung des Befreiungsdenkmals in Mainz 1930